# Combat de Douaya
Guerre du Mali
Batailles
Le combat de Douaya a lieu le 1er octobre 2013 lors de la guerre du Mali, soit trois jours après l'attentat de Tombouctou.

## Déroulement
Le 1er octobre 2013, un affrontement oppose les Français et les islamistes selon le colonel Gilles Jaron, porte-parole de l’état-major des forces armées françaises,. Ce jour-là, les Français sont informés que des jihadistes ont gagné le marché de Douaya, à 120 kilomètres au nord de Tombouctou, transportés par plusieurs pick-up. Un hélicoptère est envoyé sur place mais les jihadistes prennent la fuite lorsqu'ils l'aperçoivent. Un des véhicules est cependant relocalisé plus tard dans la journée. L'hélicoptère effectue un tir de sommation mais les islamistes descendent du pick-up et ouvrent le feu,. Les Français engagent alors au sol une cinquantaine de soldats des forces spéciales. 
L'affrontement dure quatre heures. À son issue, selon l'armée française, la totalité de la dizaine d'occupants descendus du pick-up sont « neutralisés », c'est-à-dire tués,. Selon Jean-Christophe Notin, leurs pertes sont plus précisément de 11 morts.